# Ophiomyia tertia
Ophiomyia tertia är en tvåvingeart som beskrevs av Spencer 1969. Ophiomyia tertia ingår i släktet Ophiomyia och familjen minerarflugor. Inga underarter finns listade i Catalogue of Life.